# 1192
سنة 1192 كانت سنة كبيسة تبدأ يوم الأربعاء (الرابط يظهر نموذج التقويم الكامل للسنة) من التقويم اليولياني.

## أحداث
- عودة محمد الغوري للهند وإنتصاره في معركة تارين الثانية.

## مواليد
- المستنصر بالله.
- ابن العديم.

## وفيات
- ابن شهرآشوب المازندراني.
- قلج أرسلان الثاني.
- كونراد من مونفيراتو.
- سنان شيخ الجبل.